# Луиза фон Бранденбург
Луиза Доротея София фон Бранденбург-Пруска (на немски: Luise Dorothea Sophie Prinzessin von Preußen; * 29 септември 1680 в Берлин; † 23 декември 1705 в Касел) от род Хоенцолерн е принцеса и маркграфиня от Бранденбург и чрез женитба наследствена принцеса на Хесен-Касел.
Тя е единственото дете на крал Фридрих I от Прусия (1657 – 1713), първият крал на Прусия (1701 – 1713), и първата му съпруга Елизабет Хенриета фон Хесен-Касел (1661 – 1683), дъщеря на ландграф Вилхелм VI фон Хесен-Касел.
Луиза се омъжва на 31 май 1700 г. в Берлин за братовчед си наследствен принц Фридрих фон Хесен-Касел (1676 – 1751), от 1720 г. крал на Швеция като Фридрих I, третият син на ландграф Карл фон Хесен-Касел (1654 – 1730) и съпругата му Мария Амалия (1653 – 1711), дъщеря на херцог Якоб Кетлер от Курландия и съпругата му Луиза Шарлота фон Бранденбург. Сватдбата е голяма.
Луиза е непрекъснато тежко болна и умира след пет години на 23 декември 1705 г. бездетна на 25 години.